# Obraz (miesięcznik)
Obraz – polskie czasopismo podziemne wydawane w Szczecinie w latach 1983–1990.
Miesięcznik „Obraz” ukazywał się poza cenzurą w latach 1983–1990. Wydawał go w Szczecinie Niezależny Zespół Solidarnościowy.